# Daniel Silva
Daniel Silva (ur. 19 grudnia 1960 w Kalamazoo) – amerykański dziennikarz i pisarz. Producent wykonawczy w stacji CNN, autor licznych powieści szpiegowskich, które zostały uznane przez The New York Times za bestsellery.
W 2007 roku zdobył Barry Award w ktegorii najlepszy dreszczowiec, ponadto w latach 2005 i 2011 został nominowany do tej samej nagrody.

## Wybrane bestsellery
- House of Spies[3]
- Moscow Rules[4]
- Portrait of a Spy[5]
- Portrait of an Unknown Woman[6]
- Prince of Fire[7]
- The Black Widow[8]
- The Cellist[9]
- The Defector[4]
- The English Girl[10]
- The English Spy[11]
- The Fallen Angel[12]
- The Heist[13]
- The Marching Season[14]
- The Messenger[15]
- The New Girl[16]
- The Order[17]
- The Rembrandt Affair[18]
- The Secret Servant[19]